# Lithosia violagrisescens
Lithosia violagrisescens là một loài bướm đêm thuộc phân họ Arctiinae, họ Erebidae.